# Cerentino
Cerentino är en ort och  kommun  i distriktet Vallemaggia i kantonen Ticino, Schweiz. Kommunen har 38 invånare (2023).